# Veszprémi Tévétalálkozó

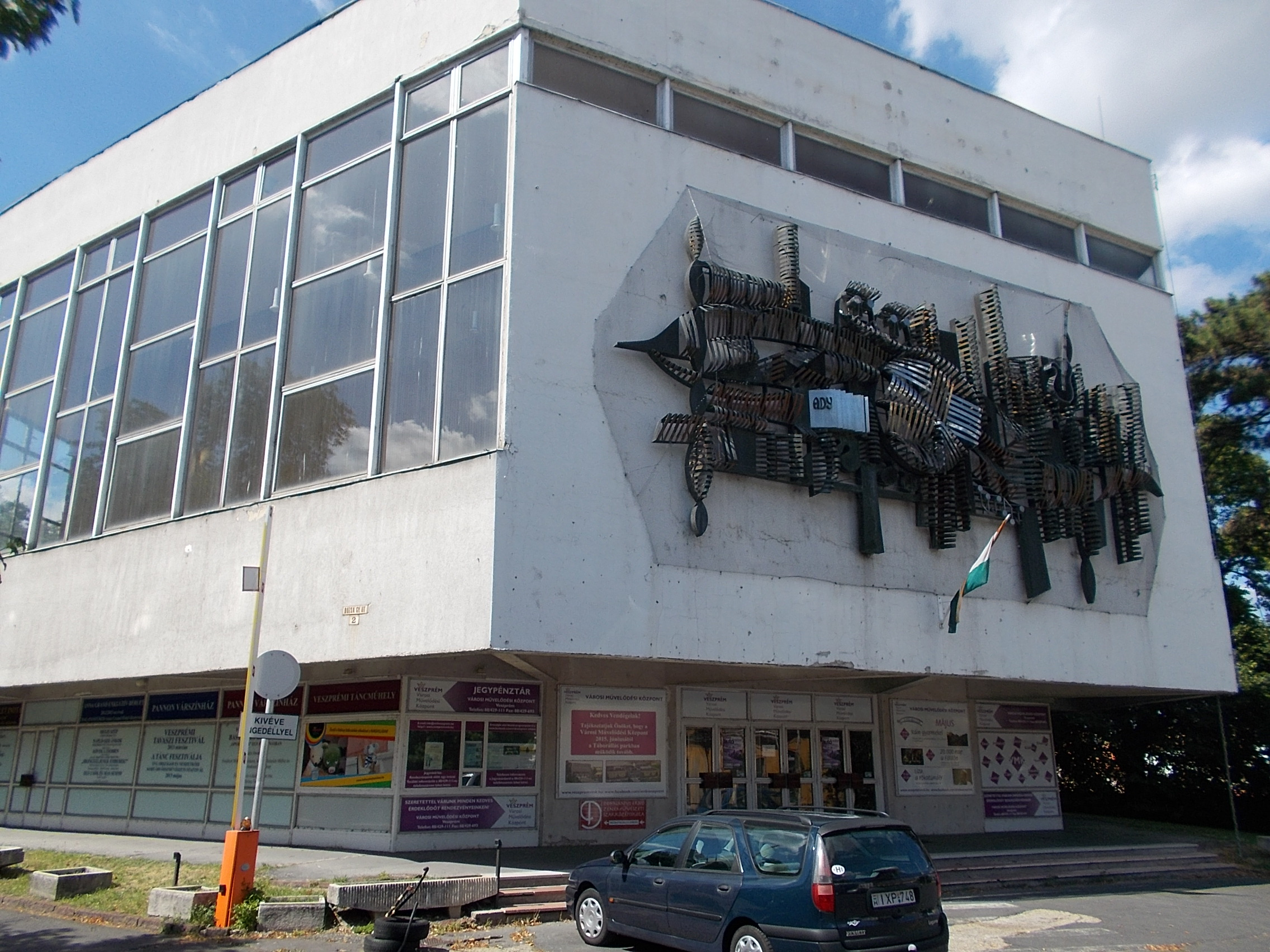
A tévétalálkozónak helyet adó mai veszprémi Városi Művelődési Központ

A Veszprémi Tévétalálkozó 1971 és 1990 között évenként megrendezett televíziós fórum volt.
Létrehozásának kettős célja volt: egyrészt, hogy a Magyar Televízió alkotói megmérkőzzenek egymással, másrészt a találkozón az MTV produkcióit mutatták be és értékesítették a nemzetközi érdeklődők számára.

## Története
Volt egyszer egy Veszprémi TV Találkozó! 1970-ben hoztuk létre. Akkor virágzott a kultúra a Televízióban. Monopolhelyzetben voltunk, így könnyebb volt az értékközvetítés.[…] De a magyar sajtó fanyalgott. Kedvence a magyar film volt. És a társadalmi elismerés is a filmeseknek kedvezett. Egy televíziós rendezőnek sikerek hosszú sorát kellett felmutatni ahhoz, hogy megkapja azt az elismerést-kitüntetést, ami egy filmesnek már az első film után járt. Előfordult, hogy olyan filmrendező kapott első filmjéért Balázs Béla-díjat, aki még asszisztensi státuszban volt. Egy televíziós rendezőnek ehhez 10 év siker és 10-15 film kellett […] Hát többek között ezért is hoztuk létre Veszprémet […]
A tévétalálkozó megálmodása Mihályfi Imre, Lénárt István és Szántó Erika nevéhez fűződött. Az esemény során a szakmai zsűri és közönség előtt levetítették az előző év kiemelkedőnek ítélt produkcióit, valamint szakmai tanácskozásokat és közönségtalálkozókat is tartottak.
A helyi programokat a veszprémiek egy külön televíziós csatornán is követhették, mivel a rendezvényt a veszprémi húszemeletes lakóépület tetején ideiglenesen felállított adóról is közvetítették. Az első három évben a műsorok vetítésére szánt tévés monitorokat az akkori Veszprémi Vegyipari Egyetem aulájában helyezték el. A találkozó 1974-ben költözött át az előtte nemrég átadott Georgi Dimitrov Megyei Művelődési Központba (a mai veszprémi Városi Művelődési Központba).
A televíziós fórummal egybekötött nemzetközi tévéműsor-vásár is zajlott Telemeeting néven, ahol már első évben több mint 50 külföldi tévétársaság képviselője jelentette be részvételét (többek között a lengyel, bolgár, brit és az olasz köztévé is).
Külön műsorblokkban itt mutatták be a Magyar Televízióhoz tartozó Fiatal Művészek Stúdiójának legújabb alkotásait is. Ezek a rövidfilmek és tévéfilmek nem voltak adáskötelesek, sokszor csak ezen a találkozókon lehetett őket megnézni.
Az eseményt díjátadó zárta. A fődíj egy, Borsos Miklós szobrászművész által készített Balatoni szél alkotása alapján készült bronzszobor volt, amelyet megkaphatott több produkció is. Az eseményen Veszprém város is adott át díjat, amely egy herendi porcelánváza volt (először 1971-ben, majd 1975-től folyamatosan).
A fesztivál 1991-ben a Magyar Televízió pénzügyi nehézsége miatt megszűnt. Volt próbálkozás egy hasonló televíziós fesztiválra Keszthelyen. Ekkor a nemzetközi televíziókkal együtt a Közép-Európai Kezdeményezés részeként Balaton Fesztivál televíziós fórumát rendezték meg 1993-ban és 1994-ben, de nem lett folytatása.

## Díjazottak listája év szerint

### 1971-1974
| Év   | Kategória           | Tévéfilm | Rendező | Író, dramaturg | Forrás              |
| ---- | ------------------- | --- | --- | --- | ------------------- |
| 1971 | Fődíj               | A fából faragott királyfi | Horváth Ádám | író: Claes Andersson, dramaturg: Shultze Éva | [ 7 ] [ 8 ] [ 9 ]   |
| 1971 | Fődíj               | Pillangó | Esztergályos Károly | dramaturg: Mészöly Tibor | [ 7 ] [ 8 ] [ 9 ]   |
| 1971 | Fődíj               | Feleségem hagyatéka | Szirtes Tamás | dramaturg: Lehel Judit | [ 7 ] [ 8 ] [ 9 ]   |
| 1971 | Veszprém város díja | ex-Antiquis együttes show-műsora | Sándor Pál | | [ 7 ] [ 8 ] [ 9 ]   |
| 1971 | Különdíjas          | - Galambos Erzsi – Kertész Ákos Üvegkalitka című tévéjátékának főszerepéért - Horváth Sándor – az Eklézsia megkövetése című Németh László drámában nyújtott alakításáért - Nagy József – az Eklézsia megkövetése, A tizennegyedik vértanú és A fából faragott királyfi című filmek operatőri munkájáért | - Galambos Erzsi – Kertész Ákos Üvegkalitka című tévéjátékának főszerepéért - Horváth Sándor – az Eklézsia megkövetése című Németh László drámában nyújtott alakításáért - Nagy József – az Eklézsia megkövetése, A tizennegyedik vértanú és A fából faragott királyfi című filmek operatőri munkájáért | - Galambos Erzsi – Kertész Ákos Üvegkalitka című tévéjátékának főszerepéért - Horváth Sándor – az Eklézsia megkövetése című Németh László drámában nyújtott alakításáért - Nagy József – az Eklézsia megkövetése, A tizennegyedik vértanú és A fából faragott királyfi című filmek operatőri munkájáért | [ 7 ] [ 8 ] [ 9 ]   |
|      |                     | | | |                     |
| 1972 | Fődíj               | Rézpillangó | Esztergályos Károly | író:William Golding, tv-re átdolgozó: Göncz Árpád, dramaturg: Szántó Erika | [ 9 ] [ 10 ] [ 11 ] |
| 1972 | Fődíj               | Széchenyi meggyilkolása | Hajdufy Miklós | író Szabó György, dramaturg Mészöly Tibor | [ 9 ] [ 10 ] [ 11 ] |
| 1972 | Fődíj               | Vidám elefántkór | Mamcserov Frigyes | író: Mocsár Gábor, tv-re átdolgozó: Görgey Gábor, dramaturg: Lendvai György | [ 9 ] [ 10 ] [ 11 ] |
| 1972 | Különdíjas          | - György László – a Felfedezés az erdőben színészi alakításért - Dégi István – a Széchenyi meggyilkolása és A legutolsó színészi alakításért - Kalmár András – a Rítus rendezéséért (Rátonyi-revüműsor) - Ráday Mihály – az Ember a vízben operatőri munkájáért - Szabó György – a Széchenyi meggyilkolása forgatókönyvéért - Sebő Ferenc és együttese – a Halhatatlanul irodalmi műsorösszeállítás zenéjéért | - György László – a Felfedezés az erdőben színészi alakításért - Dégi István – a Széchenyi meggyilkolása és A legutolsó színészi alakításért - Kalmár András – a Rítus rendezéséért (Rátonyi-revüműsor) - Ráday Mihály – az Ember a vízben operatőri munkájáért - Szabó György – a Széchenyi meggyilkolása forgatókönyvéért - Sebő Ferenc és együttese – a Halhatatlanul irodalmi műsorösszeállítás zenéjéért | - György László – a Felfedezés az erdőben színészi alakításért - Dégi István – a Széchenyi meggyilkolása és A legutolsó színészi alakításért - Kalmár András – a Rítus rendezéséért (Rátonyi-revüműsor) - Ráday Mihály – az Ember a vízben operatőri munkájáért - Szabó György – a Széchenyi meggyilkolása forgatókönyvéért - Sebő Ferenc és együttese – a Halhatatlanul irodalmi műsorösszeállítás zenéjéért | [ 9 ] [ 10 ] [ 11 ] |
|      |                     | | | |                     |
| 1973 | Fődíj               | Egy óra – három arc | Horváth Ádám | író: Görgey Gábor, Manfred Schwarz | [ 9 ] [ 13 ] [ 14 ] |
| 1973 | Fődíj               | Jó estét nyár, jó estét szerelem | Szőnyi G. Sándor | író: Fejes Endre, dramaturg: Sipos Tamás | [ 9 ] [ 13 ] [ 14 ] |
| 1973 | Fődíj               | Diagnózis | Esztergályos Károly | író: Örkény István, dramaturg: Szántó Erika | [ 9 ] [ 13 ] [ 14 ] |
| 1973 | Fődíj               | Balladák könyve | Kalmár András | szerkesztő: Gulyás László | [ 9 ] [ 13 ] [ 14 ] |
| 1973 | Különdíjas          | - Palotai Boris – a Nyitott könyv sorozat Két reszelő című epizódjának forgatókönyvéért - Mihályfi Imre – a Főnök... című tévéjáték rendezéséért - Czabarka György – A fekete város című tévéfilm operatőri munkájáért - Dajka Margit – a Fekete macska főszerepéért - Avar István – a György barát című tévéfilm főszerepéért - Haumann Péter – a Főnök... című tévéjáték főszerepéért | - Palotai Boris – a Nyitott könyv sorozat Két reszelő című epizódjának forgatókönyvéért - Mihályfi Imre – a Főnök... című tévéjáték rendezéséért - Czabarka György – A fekete város című tévéfilm operatőri munkájáért - Dajka Margit – a Fekete macska főszerepéért - Avar István – a György barát című tévéfilm főszerepéért - Haumann Péter – a Főnök... című tévéjáték főszerepéért | - Palotai Boris – a Nyitott könyv sorozat Két reszelő című epizódjának forgatókönyvéért - Mihályfi Imre – a Főnök... című tévéjáték rendezéséért - Czabarka György – A fekete város című tévéfilm operatőri munkájáért - Dajka Margit – a Fekete macska főszerepéért - Avar István – a György barát című tévéfilm főszerepéért - Haumann Péter – a Főnök... című tévéjáték főszerepéért | [ 9 ] [ 13 ] [ 14 ] |
|      |                     | | | |                     |
| 1974 | Fődíj               | Ágyak a horizonton | Mihályfi Imre | író: Vészi Endre | [ 9 ] [ 15 ] [ 16 ] |
| 1974 | Fődíj               | Schubert: Házi háború (Zenés TV Színház) | Békés András | dramaturg: Bánki László | [ 9 ] [ 15 ] [ 16 ] |
| 1974 | Fődíj               | Ha itthon maradnál | Dömölky János | Szakonyi Károly | [ 9 ] [ 15 ] [ 16 ] |
| 1974 | Különdíjas          | - Örkény István – Az ember melegségre vágyik című tévéfilm irodalmi anyagáért - Bornyi Gyula – A visszhang titka és A fekete Mercedes utasai operatőri munkáiért - Lehel György – A tenor (Zenés TV Színház) című tévéopera zenei vezetéséért - Sulyok Mária – Az ember melegségre vágyik című filmben nyújtott alakításáért - Mensáros László – az Irgalom és a Banális történet című tévéfilmben nyújtott alakításáért - Kozák András – Az ember melegségre vágyik és A fekete Mercedes utasai című filmekben nyújtott alakításáért | - Örkény István – Az ember melegségre vágyik című tévéfilm irodalmi anyagáért - Bornyi Gyula – A visszhang titka és A fekete Mercedes utasai operatőri munkáiért - Lehel György – A tenor (Zenés TV Színház) című tévéopera zenei vezetéséért - Sulyok Mária – Az ember melegségre vágyik című filmben nyújtott alakításáért - Mensáros László – az Irgalom és a Banális történet című tévéfilmben nyújtott alakításáért - Kozák András – Az ember melegségre vágyik és A fekete Mercedes utasai című filmekben nyújtott alakításáért | - Örkény István – Az ember melegségre vágyik című tévéfilm irodalmi anyagáért - Bornyi Gyula – A visszhang titka és A fekete Mercedes utasai operatőri munkáiért - Lehel György – A tenor (Zenés TV Színház) című tévéopera zenei vezetéséért - Sulyok Mária – Az ember melegségre vágyik című filmben nyújtott alakításáért - Mensáros László – az Irgalom és a Banális történet című tévéfilmben nyújtott alakításáért - Kozák András – Az ember melegségre vágyik és A fekete Mercedes utasai című filmekben nyújtott alakításáért | [ 9 ] [ 15 ] [ 16 ] |

### 1975-1979
| Év   | Kategória                           | Tévéfilm | Rendező | Író, dramaturg | Forrás              |
| ---- | ----------------------------------- | --- | --- | --- | ------------------- |
| 1975 | Fődíj                               | Írott malaszt | Szőnyi G. Sándor | író: Urbán Ernő, dramaturg: Deme Gábor | [ 9 ] [ 17 ] [ 18 ] |
| 1975 | Fődíj                               | III. Richárd | Fehér György | író: William Shakespeare, forgatókönyvíró: Fehér György, dramaturg: Zahora Mária | [ 9 ] [ 17 ] [ 18 ] |
| 1975 | Fődíj                               | Ida | Ádám Ottó | író: Szép Ernő | [ 9 ] [ 17 ] [ 18 ] |
| 1975 | Veszprém város díja                 | Gyilkosok | Dömölky János | író: Császár István, dramaturg: Benedek Katalin | [ 9 ] [ 17 ] [ 18 ] |
| 1975 | Különdíjas                          | - Törőcsik Mari – az Amire vágyunk című műsorban nyújtott alakításáért - Polgár Géza – az Írott malaszt című tévéjátékban nyújtott alakításáért - Edelényi János – a III. Richárd című tévéjáték operatőri munkájáért - Alfonzó (Markos József) – az Alfonso cirkusz című műsorban nyújtott különleges teljesítményéért | - Törőcsik Mari – az Amire vágyunk című műsorban nyújtott alakításáért - Polgár Géza – az Írott malaszt című tévéjátékban nyújtott alakításáért - Edelényi János – a III. Richárd című tévéjáték operatőri munkájáért - Alfonzó (Markos József) – az Alfonso cirkusz című műsorban nyújtott különleges teljesítményéért | - Törőcsik Mari – az Amire vágyunk című műsorban nyújtott alakításáért - Polgár Géza – az Írott malaszt című tévéjátékban nyújtott alakításáért - Edelényi János – a III. Richárd című tévéjáték operatőri munkájáért - Alfonzó (Markos József) – az Alfonso cirkusz című műsorban nyújtott különleges teljesítményéért | [ 9 ] [ 17 ] [ 18 ] |
|      |                                     | | | |                     |
| 1976 | Fődíj                               | Giordano Bruno megkísértése | Kabay Barna | író: Gyöngyössy Imre és Kabay Barna, dramaturg: Benedek Katalin | [ 9 ] [ 19 ] [ 20 ] |
| 1976 | Fődíj                               | Volpone | Fehér György | Író: Ben Jonson, forgatókönyvíró: Fehér György | [ 9 ] [ 19 ] [ 20 ] |
| 1976 | Fődíj                               | Erkel: Bánk bán (Zenés TV Színház) | Vámos László | | [ 9 ] [ 19 ] [ 20 ] |
| 1976 | A filmkritikusok díja.              | Rókus templom harangjai | Hajdufy Miklós | dramaturg: Zalhora Mária | [ 9 ] [ 19 ] [ 20 ] |
| 1976 | A legjobb televíziós adaptáció díja | A bűvös szekrény | Fehér György – Edelényi János | Fehér György – Edelényi János | [ 9 ] [ 19 ] [ 20 ] |
| 1976 | Veszprém város díja                 | Férfiak, akiket nem szeretnek | Szőnyi G. Sándor | író: Galgóczi Erzsébet, dramaturg: Benedek Katalin | [ 9 ] [ 19 ] [ 20 ] |
| 1976 | Különdíjas                          | - Farkas Ferenc – A bűvös szekrény című operájának televízióra alkalmazásáért (Zenés TV Színház) - Wieber Marianna – a Volpone és a Rókus templom harangja című tévéjáték jelmezeiért - Zádori Ferenc – a Giordano Bruno megkísértése és az Asszony a viharban című tévéjáték operatőri munkájáért - Helyey László – a Volpone című tévéjátékban nyújtott alakításáért - Szabó György – a Summa summarum és a Feltételes megálló tévé-groteszk forgatókönyveiért - Simándy József – a Bánk bán című tévéoperában nyújtott énekesi, színészi alakításáért - Gábor Miklós – a János király című tévéjáték címszerepéért a legjobb színészi alakításért (a díjat nem különdíjként, hanem díjazottként kapta) | - Farkas Ferenc – A bűvös szekrény című operájának televízióra alkalmazásáért (Zenés TV Színház) - Wieber Marianna – a Volpone és a Rókus templom harangja című tévéjáték jelmezeiért - Zádori Ferenc – a Giordano Bruno megkísértése és az Asszony a viharban című tévéjáték operatőri munkájáért - Helyey László – a Volpone című tévéjátékban nyújtott alakításáért - Szabó György – a Summa summarum és a Feltételes megálló tévé-groteszk forgatókönyveiért - Simándy József – a Bánk bán című tévéoperában nyújtott énekesi, színészi alakításáért - Gábor Miklós – a János király című tévéjáték címszerepéért a legjobb színészi alakításért (a díjat nem különdíjként, hanem díjazottként kapta) | - Farkas Ferenc – A bűvös szekrény című operájának televízióra alkalmazásáért (Zenés TV Színház) - Wieber Marianna – a Volpone és a Rókus templom harangja című tévéjáték jelmezeiért - Zádori Ferenc – a Giordano Bruno megkísértése és az Asszony a viharban című tévéjáték operatőri munkájáért - Helyey László – a Volpone című tévéjátékban nyújtott alakításáért - Szabó György – a Summa summarum és a Feltételes megálló tévé-groteszk forgatókönyveiért - Simándy József – a Bánk bán című tévéoperában nyújtott énekesi, színészi alakításáért - Gábor Miklós – a János király című tévéjáték címszerepéért a legjobb színészi alakításért (a díjat nem különdíjként, hanem díjazottként kapta) | [ 9 ] [ 19 ] [ 20 ] |
|      |                                     | | | |                     |
| 1977 | Fődíj                               | Miért? Avagy a tévések elmentek | Dömölky János | író: Dömölky János, dramaturg: Schulze Éva | [ 9 ] [ 21 ] [ 22 ] |
| 1977 | Fődíj                               | Egy értekezlet jegyzőkönyve | Zsurzs Éva | író: Alekszandr Gelman, dramaturg: Jánosi Antal | [ 9 ] [ 21 ] [ 22 ] |
| 1977 | Fődíj                               | Egy csók és más semmi | Kalmár András | író: Éri Halász Imre, forgatókönyv: Békefi István, dramaturg: Bánki László | [ 9 ] [ 21 ] [ 22 ] |
| 1977 | Fődíj                               | Dokumentumok U. M.-ről (Nyitott könyv) | Mihályfy Sándor | író: Fenákel Judit | [ 9 ] [ 21 ] [ 22 ] |
| 1977 | Veszprém város díja                 | Csillagok változása | Szőnyi G. Sándor | író: Cserhalmi Imre, dramaturg: Deme Gábor | [ 9 ] [ 21 ] [ 22 ] |
| 1977 | Tévékritikusok díjai                | Miért? Avagy a tévések elmentek | Dömölky János | író: Dömölky János, dramaturg: Schulze Éva | [ 9 ] [ 21 ] [ 22 ] |
| 1977 | Újságírói különdíj                  | A fej | Szalkai Sándor | Kállai István és Szalkai Sándor | [ 9 ] [ 21 ] [ 22 ] |
| 1977 | Közönségdíj                         | Napraforgó | Horváth Z. Gergely | dramaturg: Benedek Katalin | [ 9 ] [ 21 ] [ 22 ] |
| 1977 | Különdíjas                          | - Mihály András – zenei műveltség terjesztésének vonzó és egyéni módszeréért - Ráday Mihály – Csillagok változása és más filmek operatőri munkájáért - Molnár Piroska – Miért? Avagy a tévések elmentek c. filmben nyújtott alakításáért - Pogány Judit – a legjobb epizódalakításért (Dokumentumok U. M.-ről) - Lukács Sándor – az Optimisták című tragédiában nyújtott színészi teljesítményéért - Koltai Róbert – Tizenegy több, mint három című tévéjátékban nyújtott alakításáért - Molnár György – szórakoztató zene ötletes képi megjelenítéséért | - Mihály András – zenei műveltség terjesztésének vonzó és egyéni módszeréért - Ráday Mihály – Csillagok változása és más filmek operatőri munkájáért - Molnár Piroska – Miért? Avagy a tévések elmentek c. filmben nyújtott alakításáért - Pogány Judit – a legjobb epizódalakításért (Dokumentumok U. M.-ről) - Lukács Sándor – az Optimisták című tragédiában nyújtott színészi teljesítményéért - Koltai Róbert – Tizenegy több, mint három című tévéjátékban nyújtott alakításáért - Molnár György – szórakoztató zene ötletes képi megjelenítéséért | - Mihály András – zenei műveltség terjesztésének vonzó és egyéni módszeréért - Ráday Mihály – Csillagok változása és más filmek operatőri munkájáért - Molnár Piroska – Miért? Avagy a tévések elmentek c. filmben nyújtott alakításáért - Pogány Judit – a legjobb epizódalakításért (Dokumentumok U. M.-ről) - Lukács Sándor – az Optimisták című tragédiában nyújtott színészi teljesítményéért - Koltai Róbert – Tizenegy több, mint három című tévéjátékban nyújtott alakításáért - Molnár György – szórakoztató zene ötletes képi megjelenítéséért | [ 9 ] [ 21 ] [ 22 ] |
|      |                                     | | | |                     |
| 1978 | Fődíj                               | Naponta két vonat | Gaál István | író: Gorkij, dramaturg: Lendvai György | [ 9 ] [ 23 ] [ 24 ] |
| 1978 | Fődíj                               | Felső-Ausztria | Gothár Péter | író: Franz Xavér Kroetz, Oravecz Imre, dramaturg: Boldizsár Miklós | [ 9 ] [ 23 ] [ 24 ] |
| 1978 | Fődíj                               | Örkény István: Egyperces novellák | Kern András | szerkesztő: Radványi Ervin | [ 9 ] [ 23 ] [ 24 ] |
| 1978 | Fődíj                               | A Fonográf együttes (Egymillió fontos hangjegy) | Bodnár István | | [ 9 ] [ 23 ] [ 24 ] |
| 1978 | Veszprém város díja                 | Segítsetek! Segítsetek! | Nemere László | Szántó Erika és Nemere László | [ 9 ] [ 23 ] [ 24 ] |
| 1978 | Tévékritikusok díja                 | A bosszú | Fehér György | író: Dosztojevszkij, dramaturg: Litványi Károly | [ 9 ] [ 23 ] [ 24 ] |
| 1978 | Közönségdíj                         | Sakk-matt (Zenés TV Színház) | Félix László | író: Eugene Seribe, forgatókönyvíró: Mészöly Dezső | [ 9 ] [ 23 ] [ 24 ] |
| 1978 | Különdíjas                          | - Fehér György – A bosszú című tévéfilm rendezéséért - Czabarka György – A bosszú című tévéfilm operatőri munkájáért - Bánsági Ildikó – A bosszú című tévéfilmben nyújtott alakításáért - Szőllősy András – Naponta két vonat című tévéfilm kísérőzenéjéért - Fekete András – Naponta két vonat című tévéfilmben nyújtott alakításáért - Száraz György – Császárlátogatás című tévéfilm forgatókönyvéért - Szegedi Erika – Az őszi versenyek című tévéfilmben nyújtott alakításáért - Madaras József – Segítsetek! Segítsetek! című tévéjátékban nyújtott alakításáért - Csurka István – A túrógombóc című tévéfilm irodalmi anyagáért | - Fehér György – A bosszú című tévéfilm rendezéséért - Czabarka György – A bosszú című tévéfilm operatőri munkájáért - Bánsági Ildikó – A bosszú című tévéfilmben nyújtott alakításáért - Szőllősy András – Naponta két vonat című tévéfilm kísérőzenéjéért - Fekete András – Naponta két vonat című tévéfilmben nyújtott alakításáért - Száraz György – Császárlátogatás című tévéfilm forgatókönyvéért - Szegedi Erika – Az őszi versenyek című tévéfilmben nyújtott alakításáért - Madaras József – Segítsetek! Segítsetek! című tévéjátékban nyújtott alakításáért - Csurka István – A túrógombóc című tévéfilm irodalmi anyagáért | - Fehér György – A bosszú című tévéfilm rendezéséért - Czabarka György – A bosszú című tévéfilm operatőri munkájáért - Bánsági Ildikó – A bosszú című tévéfilmben nyújtott alakításáért - Szőllősy András – Naponta két vonat című tévéfilm kísérőzenéjéért - Fekete András – Naponta két vonat című tévéfilmben nyújtott alakításáért - Száraz György – Császárlátogatás című tévéfilm forgatókönyvéért - Szegedi Erika – Az őszi versenyek című tévéfilmben nyújtott alakításáért - Madaras József – Segítsetek! Segítsetek! című tévéjátékban nyújtott alakításáért - Csurka István – A túrógombóc című tévéfilm irodalmi anyagáért | [ 9 ] [ 23 ] [ 24 ] |
|      |                                     | | | |                     |
| 1979 | Fődíj                               | Barabbás (Zenés TV Színház) | Fehér György | Karinthy Frigyes | [ 9 ] [ 25 ] [ 26 ] |
| 1979 | Fődíj                               | Ellentétek | Dömölky János | Pünkösti Árpád | [ 9 ] [ 25 ] [ 26 ] |
| 1979 | Veszprém város díja                 | Békesség, Ámen! | Szőnyi G. Sándor | H. Barta Lajos | [ 9 ] [ 25 ] [ 26 ] |
| 1979 | Tévékritikusok díja                 | Végkiárusítás | András Ferenc | András Ferenc | [ 9 ] [ 25 ] [ 26 ] |
| 1979 | Közönségdíj                         | Ellentétek | Dömölky János | Pünkösti Árpád | [ 9 ] [ 25 ] [ 26 ] |
| 1979 | Különdíjas                          | - Házy Erzsébet – az Emberi hang és A medve című operákban (Zenés TV Színház) nyújtott kimagasló teljesítményéért - Melis György – az Othello, A medve és a Rita című operákban (Zenés TV Színház) nyújtott kimagasló teljesítményéért - Bánki László – 6 tévéopera dramaturgiai munkájáért, valamint a Zenés TV Színház kezdeményezéséért - Kocsis Sándor – a Hunyadi László és a Rita című operákban, a Vámhatár című tévéfilmben és különösen az Emberi hang című operában végzett kiemelkedő operatőri munkájáért - Mátay Lívia – az Abigél, a Barrabás, a Teréz és az Emberi hang című tévéfilmekben végzett kiemelkedő díszlettervezői munkájáért - Gothár Péter – Imre című tévéfilm rendezői munkájáért - Makk Károly – Philemon és Baucis című tévéfilm rendezői munkájáért - Temessy Hédi – Békesség, Ámen! és az Imre című filmekben nyújtott kiváló alakításáért - Kállai Ferenc – Beszélgetések Szókratésszel című tévéműsorban nyújtott kiemelkedő alakításáért | - Házy Erzsébet – az Emberi hang és A medve című operákban (Zenés TV Színház) nyújtott kimagasló teljesítményéért - Melis György – az Othello, A medve és a Rita című operákban (Zenés TV Színház) nyújtott kimagasló teljesítményéért - Bánki László – 6 tévéopera dramaturgiai munkájáért, valamint a Zenés TV Színház kezdeményezéséért - Kocsis Sándor – a Hunyadi László és a Rita című operákban, a Vámhatár című tévéfilmben és különösen az Emberi hang című operában végzett kiemelkedő operatőri munkájáért - Mátay Lívia – az Abigél, a Barrabás, a Teréz és az Emberi hang című tévéfilmekben végzett kiemelkedő díszlettervezői munkájáért - Gothár Péter – Imre című tévéfilm rendezői munkájáért - Makk Károly – Philemon és Baucis című tévéfilm rendezői munkájáért - Temessy Hédi – Békesség, Ámen! és az Imre című filmekben nyújtott kiváló alakításáért - Kállai Ferenc – Beszélgetések Szókratésszel című tévéműsorban nyújtott kiemelkedő alakításáért | - Házy Erzsébet – az Emberi hang és A medve című operákban (Zenés TV Színház) nyújtott kimagasló teljesítményéért - Melis György – az Othello, A medve és a Rita című operákban (Zenés TV Színház) nyújtott kimagasló teljesítményéért - Bánki László – 6 tévéopera dramaturgiai munkájáért, valamint a Zenés TV Színház kezdeményezéséért - Kocsis Sándor – a Hunyadi László és a Rita című operákban, a Vámhatár című tévéfilmben és különösen az Emberi hang című operában végzett kiemelkedő operatőri munkájáért - Mátay Lívia – az Abigél, a Barrabás, a Teréz és az Emberi hang című tévéfilmekben végzett kiemelkedő díszlettervezői munkájáért - Gothár Péter – Imre című tévéfilm rendezői munkájáért - Makk Károly – Philemon és Baucis című tévéfilm rendezői munkájáért - Temessy Hédi – Békesség, Ámen! és az Imre című filmekben nyújtott kiváló alakításáért - Kállai Ferenc – Beszélgetések Szókratésszel című tévéműsorban nyújtott kiemelkedő alakításáért | [ 9 ] [ 25 ] [ 26 ] |

### 1980-1984
| Év   | Kategória                        | Kategória                        | Tévéfilm | Rendező | Író, dramaturg | Forrás              |
| ---- | -------------------------------- | -------------------------------- | --- | --- | --- | ------------------- |
| 1980 | Fődíj                            | Fődíj                            | Kiálts, város! | Hajdufy Miklós | Szabó Magda | [ 9 ] [ 27 ] [ 28 ] |
| 1980 | Fődíj                            | Fődíj                            | Sértés | Bacsó Péter | író: V. Suskín, forgatókönyv: Bacsó Péter | [ 9 ] [ 27 ] [ 28 ] |
| 1980 | Fődíj                            | Fődíj                            | Egymillió foltos hangjegy | Molnár György | Sülyi Péter, Lehr Ferenc–Rácz Mihály (Gúnya együttes) | [ 9 ] [ 27 ] [ 28 ] |
| 1980 | Veszprém város díja              | Veszprém város díja              | A fürdőigazgató | Várkonyi Gábor | Bertha Bulcsú | [ 9 ] [ 27 ] [ 28 ] |
| 1980 | Közönségdíj                      | Közönségdíj                      | Használt koporsó | Mihályfy Sándor | Galgóczi Erzsébet | [ 9 ] [ 27 ] [ 28 ] |
| 1980 | Közönségdíj                      | Közönségdíj                      | Diszkó, diszkó | Bednai Nándor | Bednai Nándor | [ 9 ] [ 27 ] [ 28 ] |
| 1980 | Különdíjas                       | Különdíjas                       | - Esztergályos Károly – Cseresznyéskert című dráma tévéváltozatáért - Nemere László – Prolifilm rendezéséért - Bednai Nándor – Diszkó, diszkó című paródiafilm rendezéséért - Bíró Miklós – Bolondok kvártélya operatőri munkájáért - Szabó Sándor és Kovács Nóra – a Kiálts, város!-ban nyújtott alakításukért - Gálvölgyi János – több szórakoztató műsorban nyújtott alakításáért - Suka Sándor – a Sértés című filmben nyújtott alakításáért | - Esztergályos Károly – Cseresznyéskert című dráma tévéváltozatáért - Nemere László – Prolifilm rendezéséért - Bednai Nándor – Diszkó, diszkó című paródiafilm rendezéséért - Bíró Miklós – Bolondok kvártélya operatőri munkájáért - Szabó Sándor és Kovács Nóra – a Kiálts, város!-ban nyújtott alakításukért - Gálvölgyi János – több szórakoztató műsorban nyújtott alakításáért - Suka Sándor – a Sértés című filmben nyújtott alakításáért | - Esztergályos Károly – Cseresznyéskert című dráma tévéváltozatáért - Nemere László – Prolifilm rendezéséért - Bednai Nándor – Diszkó, diszkó című paródiafilm rendezéséért - Bíró Miklós – Bolondok kvártélya operatőri munkájáért - Szabó Sándor és Kovács Nóra – a Kiálts, város!-ban nyújtott alakításukért - Gálvölgyi János – több szórakoztató műsorban nyújtott alakításáért - Suka Sándor – a Sértés című filmben nyújtott alakításáért | [ 9 ] [ 27 ] [ 28 ] |
|      |                                  |                                  | | | |                     |
| 1981 | Fődíj                            | Fődíj                            | IV. Henrik | Esztergályos Károly | író: Füst Milán, dramaturg: Litványi Károly | [ 9 ] [ 29 ] [ 30 ] |
| 1981 | Fődíj                            | Fődíj                            | Oroszlánszáj | Kern András | író: Marguerite Duras, forgatókönyvíró: Kern András | [ 9 ] [ 29 ] [ 30 ] |
| 1981 | Fődíj                            | Fődíj                            | Millöcker: A Koldusdiák (Zenés TV Színház) | Seregi László | dramaturg: Bánki László | [ 9 ] [ 29 ] [ 30 ] |
| 1981 | Veszprém város díja              | Veszprém város díja              | Védtelen utazók | Felvidéki Judit | Keller Zsuzsa és Felvidéki Judit | [ 9 ] [ 29 ] [ 30 ] |
| 1981 | Közönségdíj                      | Közönségdíj                      | Indul a bakterház | Mihályfy Sándor | író: Rideg Sándor, forgatókönyvíró: Schwajda György | [ 9 ] [ 29 ] [ 30 ] |
| 1981 | Közönségdíj                      | Közönségdíj                      | Maya (Zenés TV Színház) | Horváth Tivadar | Harmath Imre, Romhányi József | [ 9 ] [ 29 ] [ 30 ] |
| 1981 | Tévékritikusok díja              | Tévékritikusok díja              | Indul a bakterház | Mihályfy Sándor | író: Rideg Sándor, forgatókönyvíró: Schwajda György | [ 9 ] [ 29 ] [ 30 ] |
| 1981 | Különdíjas                       | Különdíjas                       | - Törőcsik Mari – az Oroszlánszáj című tévéjátékban nyújtott alakításáért - Moór Marianna – Jegor Bulicsov, a Vendégség és az Oroszlánszáj című tévéjátékban nyújtott alakításáért - Őze Lajos – a Ki lesz a bálanya? és a Jegor Bulicsov című tévéjátékokban nyújtott alakításáért - Halász Mihály – a találkozón bemutatott három különböző produkció operatőri munkájáért - Dömölky János – a Ki lesz a bálanya? című tévéjáték rendezéséért - Jánoskúti Márta – a Váljunk el című tévékomédia jelmeztervezői munkájáért - Romhányi József – a Párizsi élet című zenés tévéjáték (Zenés TV Színház) televízióra alkalmazásáért és a dalszövegekért | - Törőcsik Mari – az Oroszlánszáj című tévéjátékban nyújtott alakításáért - Moór Marianna – Jegor Bulicsov, a Vendégség és az Oroszlánszáj című tévéjátékban nyújtott alakításáért - Őze Lajos – a Ki lesz a bálanya? és a Jegor Bulicsov című tévéjátékokban nyújtott alakításáért - Halász Mihály – a találkozón bemutatott három különböző produkció operatőri munkájáért - Dömölky János – a Ki lesz a bálanya? című tévéjáték rendezéséért - Jánoskúti Márta – a Váljunk el című tévékomédia jelmeztervezői munkájáért - Romhányi József – a Párizsi élet című zenés tévéjáték (Zenés TV Színház) televízióra alkalmazásáért és a dalszövegekért | - Törőcsik Mari – az Oroszlánszáj című tévéjátékban nyújtott alakításáért - Moór Marianna – Jegor Bulicsov, a Vendégség és az Oroszlánszáj című tévéjátékban nyújtott alakításáért - Őze Lajos – a Ki lesz a bálanya? és a Jegor Bulicsov című tévéjátékokban nyújtott alakításáért - Halász Mihály – a találkozón bemutatott három különböző produkció operatőri munkájáért - Dömölky János – a Ki lesz a bálanya? című tévéjáték rendezéséért - Jánoskúti Márta – a Váljunk el című tévékomédia jelmeztervezői munkájáért - Romhányi József – a Párizsi élet című zenés tévéjáték (Zenés TV Színház) televízióra alkalmazásáért és a dalszövegekért | [ 9 ] [ 29 ] [ 30 ] |
|      |                                  |                                  | | | |                     |
| 1982 | Fődíj                            | dráma                            | Család | Zsombolyai János | író: Claes Andersson, dramaturg: Shultze Éva | [ 9 ] [ 31 ] [ 32 ] |
| 1982 | Fődíj                            | opera                            | Puccini: A köpeny (Zenés TV Színház) | Mikó András | dramaturg: Bánki László | [ 9 ] [ 31 ] [ 32 ] |
| 1982 | Fődíj                            | közös dráma-opera                | Brecht–Weill: A hét főbűn (Zenés TV Színház) | Seregi László | dramaturg: Bánki László és Romhányi Ágnes | [ 9 ] [ 31 ] [ 32 ] |
| 1982 | Veszprém város díja              | Veszprém város díja              | A messziről jött ember | Marton László | Vészi Endre | [ 9 ] [ 31 ] [ 32 ] |
| 1982 | Közönségdíj                      | opera                            | Puccini: A köpeny (Zenés TV Színház) | Mikó András | dramaturg: Bánki László | [ 9 ] [ 31 ] [ 32 ] |
| 1982 | Közönségdíj                      | dráma                            | A sóder | Palásthy György | | [ 9 ] [ 31 ] [ 32 ] |
| 1982 | Különdíjas                       | Különdíjas                       | - Petrovics Emil – a Bűn és bűnhődés zeneszerzői munkájáért - Ambrus Imre – a Pedró Mester bábszínháza bábtervezői munkájáért - Lendvai Kamilló – A tisztességtudó utcalány zenei és dramaturgiai tevékenységéért - Lehel György – A köpeny karmesteri munkájáért - Pászthy Júlia – A tisztességtudó utcalányban nyújtott alakításáért - Gulyás Dénes – Az arany meg az asszony és A tisztességtudó utcalányban nyújtott alakításáért - Hajdufy Miklós – a Közjáték Vichyben rendezéséért - Vészi Endre – A messziről jött ember forgatókönyvéért - Szalai András – A hét főbűn operatőri munkájáért - Kútvölgyi Erzsébet – A hét főbűn, A messziről jött ember művekben nyújtott alakításaiért - Dajka Margit – A hamu alatt műben nyújtott alakításáért - Balázsovits Lajos – A helytartó és A 111-es művekben nyújtott alakításaiért | - Petrovics Emil – a Bűn és bűnhődés zeneszerzői munkájáért - Ambrus Imre – a Pedró Mester bábszínháza bábtervezői munkájáért - Lendvai Kamilló – A tisztességtudó utcalány zenei és dramaturgiai tevékenységéért - Lehel György – A köpeny karmesteri munkájáért - Pászthy Júlia – A tisztességtudó utcalányban nyújtott alakításáért - Gulyás Dénes – Az arany meg az asszony és A tisztességtudó utcalányban nyújtott alakításáért - Hajdufy Miklós – a Közjáték Vichyben rendezéséért - Vészi Endre – A messziről jött ember forgatókönyvéért - Szalai András – A hét főbűn operatőri munkájáért - Kútvölgyi Erzsébet – A hét főbűn, A messziről jött ember művekben nyújtott alakításaiért - Dajka Margit – A hamu alatt műben nyújtott alakításáért - Balázsovits Lajos – A helytartó és A 111-es művekben nyújtott alakításaiért | - Petrovics Emil – a Bűn és bűnhődés zeneszerzői munkájáért - Ambrus Imre – a Pedró Mester bábszínháza bábtervezői munkájáért - Lendvai Kamilló – A tisztességtudó utcalány zenei és dramaturgiai tevékenységéért - Lehel György – A köpeny karmesteri munkájáért - Pászthy Júlia – A tisztességtudó utcalányban nyújtott alakításáért - Gulyás Dénes – Az arany meg az asszony és A tisztességtudó utcalányban nyújtott alakításáért - Hajdufy Miklós – a Közjáték Vichyben rendezéséért - Vészi Endre – A messziről jött ember forgatókönyvéért - Szalai András – A hét főbűn operatőri munkájáért - Kútvölgyi Erzsébet – A hét főbűn, A messziről jött ember művekben nyújtott alakításaiért - Dajka Margit – A hamu alatt műben nyújtott alakításáért - Balázsovits Lajos – A helytartó és A 111-es művekben nyújtott alakításaiért | [ 9 ] [ 31 ] [ 32 ] |
|      |                                  |                                  | | | |                     |
| 1983 | Fődíj                            | Fődíj                            | Rettenetes szülők | Felvidéki Judit | író: Jean Cocteau, dramaturg: Shultze Éva | [ 9 ] [ 33 ] [ 34 ] |
| 1983 | Fődíj                            | Fődíj                            | Akar velem játszani? | Molnár György | (Benedek Miklós műsora) | [ 9 ] [ 33 ] [ 34 ] |
| 1983 | Fődíj                            | Fődíj                            | Egy Fényes est | Csenterics Ágnes | szerkesztő: Nemlaha György | [ 9 ] [ 33 ] [ 34 ] |
| 1983 | Közönségdíj                      | Közönségdíj                      | Glória | Zsurzs Éva | író: Örkény István, forgatókönyvíró: Zsurzs Éva | [ 9 ] [ 33 ] [ 34 ] |
| 1983 | Közönségdíj                      | Közönségdíj                      | Egy Fényes est | Csenterics Ágnes | szerkesztő: Nemlaha György | [ 9 ] [ 33 ] [ 34 ] |
| 1983 | Veszprém város díja              | Veszprém város díja              | Társkeresés N. 1463 | Mihályfi Imre | író: Kóródy Ildikó, forgatókönyvíró: Mihályfi Imre | [ 9 ] [ 33 ] [ 34 ] |
| 1983 | Különdíjas                       | Különdíjas                       | - Vass Éva – A Rettenetes szülők című tévéjátékban nyújtott alakításáért - Páger Antal – a Társkeresés N. 1463 című filmben nyújtott alakításáért - Kellér Dezső – a Jubileumi leltár című műsorért - Cserháti Zsuzsa – Amire a világ táncolt című műsorért - Paudits Béla – a Hölgyek, urak, lehet, lehet!... című műsoráért - Bilicsi Erzsébet – a Hölgyek, urak, lehet, lehet!... című műsor rendezés - Gulyás Buda – a Szegény Avroszimov című tévéjáték operatőri munkájáért - Horváth Péter – a Társkeresés N. 1463 című tévéjáték dialógusaiért - Iglódi István – Az út vége címűben nyújtott alakításáért | - Vass Éva – A Rettenetes szülők című tévéjátékban nyújtott alakításáért - Páger Antal – a Társkeresés N. 1463 című filmben nyújtott alakításáért - Kellér Dezső – a Jubileumi leltár című műsorért - Cserháti Zsuzsa – Amire a világ táncolt című műsorért - Paudits Béla – a Hölgyek, urak, lehet, lehet!... című műsoráért - Bilicsi Erzsébet – a Hölgyek, urak, lehet, lehet!... című műsor rendezés - Gulyás Buda – a Szegény Avroszimov című tévéjáték operatőri munkájáért - Horváth Péter – a Társkeresés N. 1463 című tévéjáték dialógusaiért - Iglódi István – Az út vége címűben nyújtott alakításáért | - Vass Éva – A Rettenetes szülők című tévéjátékban nyújtott alakításáért - Páger Antal – a Társkeresés N. 1463 című filmben nyújtott alakításáért - Kellér Dezső – a Jubileumi leltár című műsorért - Cserháti Zsuzsa – Amire a világ táncolt című műsorért - Paudits Béla – a Hölgyek, urak, lehet, lehet!... című műsoráért - Bilicsi Erzsébet – a Hölgyek, urak, lehet, lehet!... című műsor rendezés - Gulyás Buda – a Szegény Avroszimov című tévéjáték operatőri munkájáért - Horváth Péter – a Társkeresés N. 1463 című tévéjáték dialógusaiért - Iglódi István – Az út vége címűben nyújtott alakításáért | [ 9 ] [ 33 ] [ 34 ] |
|      |                                  |                                  | | | |                     |
| 1984 | Fődíj                            | drámai                           | Papucshős | Ádám Ottó | író: Németh László, dramaturg Mészöly Dezső | [ 9 ] [ 35 ] [ 36 ] |
| 1984 | Fődíj                            | zenés                            | Mi muzsikus lelkek… (Zenés TV Színház) | Bednai Nándor | forgatókönyvíró: Rátonyi Róbert, Nemlaha György, Bednai Nándor, dramaturg Bánki Iván | [ 9 ] [ 35 ] [ 36 ] |
| 1984 | Közönségdíj                      | Közönségdíj                      | A piac | Mihályfy Sándor | író: László-Bencsik Sándor, forgatókönyvíró: Horváth Péter, dramaturg: Marosi Gyula | [ 9 ] [ 35 ] [ 36 ] |
| 1984 | Közönségdíj                      | Közönségdíj                      | Osztrigás Mici (Zenés TV Színház) | Horváth Ádám | író: Szenes Iván (Georges Feydeau színdarabjából), zene: Fényes Szabolcs | [ 9 ] [ 35 ] [ 36 ] |
| 1984 | Veszprém város díja              | Veszprém város díja              | A piac | Mihályfy Sándor | író: László-Bencsik Sándor, forgatókönyvíró: Horváth Péter, dramaturg: Marosi Gyula | [ 9 ] [ 35 ] [ 36 ] |
| 1984 | Budapesti Tavaszi Fesztivál díja | Budapesti Tavaszi Fesztivál díja | Jacobi: Sybill (Zenés TV Színház) | Seregi László | | [ 9 ] [ 35 ] [ 36 ] |
| 1984 | Különdíjas                       | Különdíjas                       | - Várkonyi Gábor – a Vereség című tévéjáték rendezéséért - Halász Mihály – a Béke szigete, Vigyél el! (Katona Klári műsora) és a Nagyúri mesterség című produkció operatőri munkájáért - Zahora Mária – a Vássza Zseleznova című tévéjáték dramaturgiai tevékenységéért - Körmendi Vilmos – a Mi muzsikus lelkek… és a Szeret-e még? című produkciók hangszereléséért és karmesteri tevékenységéért - Almási Éva – a Kegyenc és a Papucshős című tévéjátékban nyújtott alakításáért - Galambos Erzsi – a Cantervillei kísértet és az Osztrigás Mici című zenés játékokban nyújtott alakításáért - Haumann Péter – a Papucshős és a Sybill című művekben nyújtott alakításáért - Kállai Ferenc – a Vereség című tévéjátékban nyújtott alakításáért - Márkus László – a Mi muzsikus lelkek… című zenés játékban nyújtott alakításáért - Páger Antal – a Vássza Zseleznova című tévéjátékban nyújtott alakításáért - Schütz Ila – a Papucshős és a Szeret-e még? című műsorokban nyújtott alakításáért | - Várkonyi Gábor – a Vereség című tévéjáték rendezéséért - Halász Mihály – a Béke szigete, Vigyél el! (Katona Klári műsora) és a Nagyúri mesterség című produkció operatőri munkájáért - Zahora Mária – a Vássza Zseleznova című tévéjáték dramaturgiai tevékenységéért - Körmendi Vilmos – a Mi muzsikus lelkek… és a Szeret-e még? című produkciók hangszereléséért és karmesteri tevékenységéért - Almási Éva – a Kegyenc és a Papucshős című tévéjátékban nyújtott alakításáért - Galambos Erzsi – a Cantervillei kísértet és az Osztrigás Mici című zenés játékokban nyújtott alakításáért - Haumann Péter – a Papucshős és a Sybill című művekben nyújtott alakításáért - Kállai Ferenc – a Vereség című tévéjátékban nyújtott alakításáért - Márkus László – a Mi muzsikus lelkek… című zenés játékban nyújtott alakításáért - Páger Antal – a Vássza Zseleznova című tévéjátékban nyújtott alakításáért - Schütz Ila – a Papucshős és a Szeret-e még? című műsorokban nyújtott alakításáért | - Várkonyi Gábor – a Vereség című tévéjáték rendezéséért - Halász Mihály – a Béke szigete, Vigyél el! (Katona Klári műsora) és a Nagyúri mesterség című produkció operatőri munkájáért - Zahora Mária – a Vássza Zseleznova című tévéjáték dramaturgiai tevékenységéért - Körmendi Vilmos – a Mi muzsikus lelkek… és a Szeret-e még? című produkciók hangszereléséért és karmesteri tevékenységéért - Almási Éva – a Kegyenc és a Papucshős című tévéjátékban nyújtott alakításáért - Galambos Erzsi – a Cantervillei kísértet és az Osztrigás Mici című zenés játékokban nyújtott alakításáért - Haumann Péter – a Papucshős és a Sybill című művekben nyújtott alakításáért - Kállai Ferenc – a Vereség című tévéjátékban nyújtott alakításáért - Márkus László – a Mi muzsikus lelkek… című zenés játékban nyújtott alakításáért - Páger Antal – a Vássza Zseleznova című tévéjátékban nyújtott alakításáért - Schütz Ila – a Papucshős és a Szeret-e még? című műsorokban nyújtott alakításáért | [ 9 ] [ 35 ] [ 36 ] |

### 1985-1989
| Év   | Kategória                                      | Kategória                                      | Tévéfilm | Rendező | Író, dramaturg | Forrás        |
| ---- | ---------------------------------------------- | ---------------------------------------------- | --- | --- | --- | ------------- |
| 1985 | Fődíj                                          | drámai                                         | Nők iskolája | Fehér György | dramaturg: Litványi Károly | [ 37 ] [ 38 ] |
| 1985 | Fődíj                                          | opera                                          | Rossini: Alkalom szüli a tolvajt (Zenés TV Színház) | Békés András | | [ 37 ] [ 38 ] |
| 1985 | Közönségdíj                                    | drámai                                         | Szent Kristóf kápolnája | Nemere László | író: Galgóczi Erzsébet, dramaturg: Jánosi Antal | [ 37 ] [ 38 ] |
| 1985 | Közönségdíj                                    | opera                                          | Mirandolina (Zenés TV Színház) | Félix László | | [ 37 ] [ 38 ] |
| 1985 | Veszprém város díja                            | Veszprém város díja                            | Szent Kristóf kápolnája | Nemere László | író: Galgóczi Erzsébet, dramaturg: Jánosi Antal | [ 37 ] [ 38 ] |
| 1985 | A Budapesti Tavaszi Fesztivál díja             | A Budapesti Tavaszi Fesztivál díja             | Petrovics Emil: Lysistrate (Zenés TV Színház) | Maár Gyula | | [ 37 ] [ 38 ] |
| 1985 | Különdíjas                                     | Különdíjas                                     | - Székely János – a Caligula helytartója c. dráma szövegéért - Láng István – az Álom a színházról c. tévéoperáért - Bornyi Gyula – a Vonzások és választások és az Egy fiú bőrönddel c. produkció operatőri munkájáért - Kézdi Lóránt – az Álom a színházról és más operafilmek díszleteiért - Wieber Marianna – sokrétű jelmeztervezői munkájáért - Bodnár Erika – a Szent Kristóf kápolnája c. tévéfilm női főszerepért - Kállai Ferenc – a Nők iskolája c. tévéjáték főszerepéért - Takács Katalin – a Vonzások és választások c. tévéfilmben nyújtott alakításáért - Páger Antal – a Szent Kristóf kápolnája c. film főszerepéért - Zempléni Mária – az Alkalom szüli a tolvajt és a Lysistrate c. tévéoperákban nyújtott művészi teljesítményéért - Gáti István és Kincses Veronika – Pergolesi: Féltékenység-balgaság c. vígoperában nyújtott művészi teljesítményükért | - Székely János – a Caligula helytartója c. dráma szövegéért - Láng István – az Álom a színházról c. tévéoperáért - Bornyi Gyula – a Vonzások és választások és az Egy fiú bőrönddel c. produkció operatőri munkájáért - Kézdi Lóránt – az Álom a színházról és más operafilmek díszleteiért - Wieber Marianna – sokrétű jelmeztervezői munkájáért - Bodnár Erika – a Szent Kristóf kápolnája c. tévéfilm női főszerepért - Kállai Ferenc – a Nők iskolája c. tévéjáték főszerepéért - Takács Katalin – a Vonzások és választások c. tévéfilmben nyújtott alakításáért - Páger Antal – a Szent Kristóf kápolnája c. film főszerepéért - Zempléni Mária – az Alkalom szüli a tolvajt és a Lysistrate c. tévéoperákban nyújtott művészi teljesítményéért - Gáti István és Kincses Veronika – Pergolesi: Féltékenység-balgaság c. vígoperában nyújtott művészi teljesítményükért | - Székely János – a Caligula helytartója c. dráma szövegéért - Láng István – az Álom a színházról c. tévéoperáért - Bornyi Gyula – a Vonzások és választások és az Egy fiú bőrönddel c. produkció operatőri munkájáért - Kézdi Lóránt – az Álom a színházról és más operafilmek díszleteiért - Wieber Marianna – sokrétű jelmeztervezői munkájáért - Bodnár Erika – a Szent Kristóf kápolnája c. tévéfilm női főszerepért - Kállai Ferenc – a Nők iskolája c. tévéjáték főszerepéért - Takács Katalin – a Vonzások és választások c. tévéfilmben nyújtott alakításáért - Páger Antal – a Szent Kristóf kápolnája c. film főszerepéért - Zempléni Mária – az Alkalom szüli a tolvajt és a Lysistrate c. tévéoperákban nyújtott művészi teljesítményéért - Gáti István és Kincses Veronika – Pergolesi: Féltékenység-balgaság c. vígoperában nyújtott művészi teljesítményükért | [ 37 ] [ 38 ] |
|      |                                                |                                                | | | |               |
| 1986 | Fődíj                                          | drámai                                         | Bevégezetlen ragozás | Esztergályos Károly | író: Örkény István, forgatókönyvíró: Esztergályos Károly, dramaturg: Deák Krisztina | [ 39 ] [ 40 ] |
| 1986 | Fődíj                                          | szórakoztató                                   | Telepohár (Telepódium) | Verebes István | szerkesztő: Farkasházy Tivadar | [ 39 ] [ 40 ] |
| 1986 | Közönségdíj                                    | drámai                                         | Krízis | Málnay Levente | forgatókönyvíró: Málnay Levente és Szalai Györgyi | [ 39 ] [ 40 ] |
| 1986 | Közönségdíj                                    | szórakoztató                                   | Koncert (Hofi Géza műsora) | Horváth Ádám | | [ 39 ] [ 40 ] |
| 1986 | Veszprém város díja                            | Veszprém város díja                            | Egységben az erő | Mihályfi Imre | forgatókönyvíró: Marosi Gyula, dramaturg: Liszkay Tamás | [ 39 ] [ 40 ] |
| 1986 | A Budapesti Tavaszi Fesztivál díja             | A Budapesti Tavaszi Fesztivál díja             | Mennyei hang (burleszkműsor) | Bednai Nándor | forgatókönyvíró: Bednai Nándor, dramaturg Kállai István | [ 39 ] [ 40 ] |
| 1986 | Különdíjas                                     | Különdíjas                                     | - Kellér Dezső – A Néha néha visszatérek című szórakoztató műsoráért - Hofi Géza – a Koncert című tévéprodukcióban nyújtott kiemelkedő teljesítményéért - Márk Iván – a Leviathan című tévéfilm operatőri munkájáért - Bócz Mara – a Koncert című tévéprodukció maszkmesteri munkájáért - Szathmári Piroska – a Leviathan című tévéfilm vágói munkájáért - Ruttkai Éva és Garas Dezső – a Bevégezetlen ragozás című tévéfilmben nyújtott színészi alakításukért - Szakácsi Sándor – A Parancsra tettem című tévéfilmben nyújtott színészi teljesítményéért - Koltai János – a II. József tévéfilmben nyújtott színészi alakításáért - Bánsági Ildikó – a Hirdetés című tévéfilmben nyújtott alakításáért - Rudolf Péter – a Parancsra tettem és Az ember és az árnyéka című filmekben nyújtott alakításáért | - Kellér Dezső – A Néha néha visszatérek című szórakoztató műsoráért - Hofi Géza – a Koncert című tévéprodukcióban nyújtott kiemelkedő teljesítményéért - Márk Iván – a Leviathan című tévéfilm operatőri munkájáért - Bócz Mara – a Koncert című tévéprodukció maszkmesteri munkájáért - Szathmári Piroska – a Leviathan című tévéfilm vágói munkájáért - Ruttkai Éva és Garas Dezső – a Bevégezetlen ragozás című tévéfilmben nyújtott színészi alakításukért - Szakácsi Sándor – A Parancsra tettem című tévéfilmben nyújtott színészi teljesítményéért - Koltai János – a II. József tévéfilmben nyújtott színészi alakításáért - Bánsági Ildikó – a Hirdetés című tévéfilmben nyújtott alakításáért - Rudolf Péter – a Parancsra tettem és Az ember és az árnyéka című filmekben nyújtott alakításáért | - Kellér Dezső – A Néha néha visszatérek című szórakoztató műsoráért - Hofi Géza – a Koncert című tévéprodukcióban nyújtott kiemelkedő teljesítményéért - Márk Iván – a Leviathan című tévéfilm operatőri munkájáért - Bócz Mara – a Koncert című tévéprodukció maszkmesteri munkájáért - Szathmári Piroska – a Leviathan című tévéfilm vágói munkájáért - Ruttkai Éva és Garas Dezső – a Bevégezetlen ragozás című tévéfilmben nyújtott színészi alakításukért - Szakácsi Sándor – A Parancsra tettem című tévéfilmben nyújtott színészi teljesítményéért - Koltai János – a II. József tévéfilmben nyújtott színészi alakításáért - Bánsági Ildikó – a Hirdetés című tévéfilmben nyújtott alakításáért - Rudolf Péter – a Parancsra tettem és Az ember és az árnyéka című filmekben nyújtott alakításáért | [ 39 ] [ 40 ] |
|      |                                                |                                                | | | |               |
| 1987 | Fődíj                                          | drámai                                         | Csinszka | Deák Krisztina | író: Deák Krisztina | [ 41 ]        |
| 1987 | Fődíj                                          | szórakoztató                                   | Telepohár | Verebes István | szerkesztő: Farkasházy Tivadar | [ 41 ]        |
| 1987 | Közönségdíj                                    | drámai                                         | Villámfénynél | Ádám Ottó | író: Német László | [ 41 ]        |
| 1987 | Közönségdíj                                    | szórakoztató-zenés                             | Átok és szerelem | Mihályfy Sándor | író: Lakatos Menyhért | [ 41 ]        |
| 1987 | Veszprém város díja                            | Veszprém város díja                            | Az angol királynő | Hajdufy Miklós | író: Hajdufy Miklós | [ 41 ]        |
| 1987 | A Budapesti Tavaszi Fesztivál díja             | A Budapesti Tavaszi Fesztivál díja             | Jacobi: Leányvásár (Zenés TV Színház) | Zsurzs Éva | forgatókönyvíró:Ruitner Sándor és Zsurzs Éva, dramaturg: Ruitner Sándor | [ 41 ]        |
| 1987 | Különdíjas                                     | Különdíjas                                     | - Nagy-Kálózy Eszter – a Csinszka és az Aranyidő tévéfilmben nyújtott alakításáért - Varga Mária – a Pacsirta című tévéfilmben nyújtott színészi teljesítményéért - Kun Vilmos – A gyermek születik című tévéfilmben Böbék Samu alakjának megelevenítéséért - Kozák András – a Krautzer-szonáta főszerepének megformálásáért - Szalai András – Az angol királynő című tévéjáték igényes operatőri munkájáért - Szikora János – A kaméliás hölgy című tévéjáték rendezéséért - Básti Juli – A vásár és a Hermelin című tévéfilmekben nyújtott alakításáért kapta a társadalmi zsűritől - Huszti Péter – a Villámfénynél tettem című tévéfilmben nyújtott alakításáért kapta a társadalmi zsűritől | - Nagy-Kálózy Eszter – a Csinszka és az Aranyidő tévéfilmben nyújtott alakításáért - Varga Mária – a Pacsirta című tévéfilmben nyújtott színészi teljesítményéért - Kun Vilmos – A gyermek születik című tévéfilmben Böbék Samu alakjának megelevenítéséért - Kozák András – a Krautzer-szonáta főszerepének megformálásáért - Szalai András – Az angol királynő című tévéjáték igényes operatőri munkájáért - Szikora János – A kaméliás hölgy című tévéjáték rendezéséért - Básti Juli – A vásár és a Hermelin című tévéfilmekben nyújtott alakításáért kapta a társadalmi zsűritől - Huszti Péter – a Villámfénynél tettem című tévéfilmben nyújtott alakításáért kapta a társadalmi zsűritől | - Nagy-Kálózy Eszter – a Csinszka és az Aranyidő tévéfilmben nyújtott alakításáért - Varga Mária – a Pacsirta című tévéfilmben nyújtott színészi teljesítményéért - Kun Vilmos – A gyermek születik című tévéfilmben Böbék Samu alakjának megelevenítéséért - Kozák András – a Krautzer-szonáta főszerepének megformálásáért - Szalai András – Az angol királynő című tévéjáték igényes operatőri munkájáért - Szikora János – A kaméliás hölgy című tévéjáték rendezéséért - Básti Juli – A vásár és a Hermelin című tévéfilmekben nyújtott alakításáért kapta a társadalmi zsűritől - Huszti Péter – a Villámfénynél tettem című tévéfilmben nyújtott alakításáért kapta a társadalmi zsűritől | [ 41 ]        |
|      |                                                |                                                | | | |               |
| 1988 | Fődíj                                          | dráma                                          | A varázsló álma | Molnár György | író: Csáth Géza, forgatókönyvíró: Molnár György | [ 42 ]        |
| 1988 | Fődíj                                          | opera                                          | Verdi: Falstaff (Zenés TV Színház) | Vámos László | | [ 42 ]        |
| 1988 | Közönségdíj                                    | dráma                                          | Elveszett paradicsom | Mihályfi Imre | író: Sarkadi Imre | [ 42 ]        |
| 1988 | Közönségdíj                                    | opera                                          | Verdi: Rigoletto (Zenés TV Színház) | Horváth Ádám | | [ 42 ]        |
| 1988 | Veszprém város díja                            | Veszprém város díja                            | Mami blú | Pajer Róbert | író: Hajdufy Miklós | [ 42 ]        |
| 1988 | A Budapesti Tavaszi Fesztivál díja             | A Budapesti Tavaszi Fesztivál díja             | Illatszertár | Hajdufy Miklós | író: László Miklós, dramaturg: Prekop Gabriella | [ 42 ]        |
| 1988 | az MTV KISZ Bizottságának díja                 | az MTV KISZ Bizottságának díja                 | Magánügyek | Fazekas Bence | riporter: Palik László | [ 42 ]        |
| 1988 | Különdíjas                                     | Különdíjas                                     | - Dráma: - Karinthy Ferenc – a Halállista című tévéfilm megírásáért és az egész televíziós életművéért - B. Marton Frigyes – a Mami blú című tévéfilm operatőri munkájáért - Dévényi Rita – A varázsló álma című tévéfilm diszletterveiért - Bán János, Dörner György és Gáspár Sándor – Mami blú című tévéfilm szerepeinek a megformálásáért - Gállfi László – a Hajnali párbeszéd című tévéfilmekben nyújtott alakításáért kapta a társadalmi zsűritől - Blaskó Péter – A nap lovagja című tévéfilmben nyújtott alakításáért kapta a társadalmi zsűritől - Opera: - Melis György – Verdi: Falstaff c. operában a címszerepben nyújtott alakításáért - Polgár László – Mozart és Salieri című tévéfilmben a Salieri alakításáért - Vajda János – a Mario és a varázsló című tévéfilmben Cippola alakításáért - Komlóssy Erzsébet – a Verdi: Falstattban Mrs. Quickly alakításáért - Békés András – a Puccini: Angelica nővér és Ravel: Pásztoróra című tévéfilmek rendezéseiért - Szabó Miklós – a Mozart és Salieri c. tévéfilm fordításáért | - Dráma: - Karinthy Ferenc – a Halállista című tévéfilm megírásáért és az egész televíziós életművéért - B. Marton Frigyes – a Mami blú című tévéfilm operatőri munkájáért - Dévényi Rita – A varázsló álma című tévéfilm diszletterveiért - Bán János, Dörner György és Gáspár Sándor – Mami blú című tévéfilm szerepeinek a megformálásáért - Gállfi László – a Hajnali párbeszéd című tévéfilmekben nyújtott alakításáért kapta a társadalmi zsűritől - Blaskó Péter – A nap lovagja című tévéfilmben nyújtott alakításáért kapta a társadalmi zsűritől - Opera: - Melis György – Verdi: Falstaff c. operában a címszerepben nyújtott alakításáért - Polgár László – Mozart és Salieri című tévéfilmben a Salieri alakításáért - Vajda János – a Mario és a varázsló című tévéfilmben Cippola alakításáért - Komlóssy Erzsébet – a Verdi: Falstattban Mrs. Quickly alakításáért - Békés András – a Puccini: Angelica nővér és Ravel: Pásztoróra című tévéfilmek rendezéseiért - Szabó Miklós – a Mozart és Salieri c. tévéfilm fordításáért | - Dráma: - Karinthy Ferenc – a Halállista című tévéfilm megírásáért és az egész televíziós életművéért - B. Marton Frigyes – a Mami blú című tévéfilm operatőri munkájáért - Dévényi Rita – A varázsló álma című tévéfilm diszletterveiért - Bán János, Dörner György és Gáspár Sándor – Mami blú című tévéfilm szerepeinek a megformálásáért - Gállfi László – a Hajnali párbeszéd című tévéfilmekben nyújtott alakításáért kapta a társadalmi zsűritől - Blaskó Péter – A nap lovagja című tévéfilmben nyújtott alakításáért kapta a társadalmi zsűritől - Opera: - Melis György – Verdi: Falstaff c. operában a címszerepben nyújtott alakításáért - Polgár László – Mozart és Salieri című tévéfilmben a Salieri alakításáért - Vajda János – a Mario és a varázsló című tévéfilmben Cippola alakításáért - Komlóssy Erzsébet – a Verdi: Falstattban Mrs. Quickly alakításáért - Békés András – a Puccini: Angelica nővér és Ravel: Pásztoróra című tévéfilmek rendezéseiért - Szabó Miklós – a Mozart és Salieri c. tévéfilm fordításáért | [ 42 ]        |
|      |                                                |                                                | | | |               |
| 1989 | Fődíj                                          | dráma                                          | Hét akasztott | Dömölky János | forgatókönyvíró: Leonyid Andrejev | [ 43 ]        |
| 1989 | Közönségdíj                                    | dráma                                          | Gyökér és vadvirág | Bohák György | író: Tamási Áron, forgatókönyvíró: Kányádi Sándor | [ 43 ]        |
| 1989 | Közönségdíj                                    | balett                                         | Jézus, az ember fia | Jászi Dezső | | [ 43 ]        |
| 1989 | Közönségdíj                                    | szórakoztató műsor                             | Gálvölgyi-show | | | [ 43 ]        |
| 1989 | Veszprém város díja                            | Veszprém város díja                            | Vakvilágban | Gyarmathy Lívia | forgatókönyvíró: Gyarmathy Lívia, Marosi Gyula | [ 43 ]        |
| 1989 | A Budapesti Tavaszi Fesztivál díja             | A Budapesti Tavaszi Fesztivál díja             | Béketárgyalás avagy: az évszázad csütörtökig tart... | Balogh Zsolt | dramaturg: Schulze Éva | [ 43 ]        |
| 1989 | A szórakoztató műsorok szakmai zsűrijének díja | A szórakoztató műsorok szakmai zsűrijének díja | Vigyázat! Mélyföld! | Molnár György | Irodalmi összeállítás kortárs írók műveiből | [ 43 ]        |
| 1989 | Különdíjas                                     | Különdíjas                                     | - Méhes László – a legígéretesebb ifjú színésztehetség - Schulze Éva – a Béketárgyalás avagy: az évszázad csütörtökig tart..., a Románc és a Heten Budapest ellen című tv-filmek dramaturgi munkájáért - Molnár György – az Alapképlet című tv-film rendezéséért - Bíró Miklós – a Margarétás dal című tv-film operatőri munkájáért - Wieber Marianna – a Margarétás dal című tv-film jelmeztervezői munkájáért - Hertzka Vera – a Hét akasztott és a Gaudiopolis című tv-filmek vágói munkájáért - Hunyadkürthi György – a Panoptikum című tv-filmben nyújtott alakításáért - Kubik Anna – a Heten Budapest ellen, a Gyökér és vadvirág és A megközelíthetetlen című tv-filmekben nyújtott alakításáért - Faludy László – az Alapképlet című tv-filmben nyújtott legjobb alakításáért - Gelley Kornél (posztumusz) – a Kastély csillagfényben és a Panoptikum című tv-filmekben nyújtott alakításáért | - Méhes László – a legígéretesebb ifjú színésztehetség - Schulze Éva – a Béketárgyalás avagy: az évszázad csütörtökig tart..., a Románc és a Heten Budapest ellen című tv-filmek dramaturgi munkájáért - Molnár György – az Alapképlet című tv-film rendezéséért - Bíró Miklós – a Margarétás dal című tv-film operatőri munkájáért - Wieber Marianna – a Margarétás dal című tv-film jelmeztervezői munkájáért - Hertzka Vera – a Hét akasztott és a Gaudiopolis című tv-filmek vágói munkájáért - Hunyadkürthi György – a Panoptikum című tv-filmben nyújtott alakításáért - Kubik Anna – a Heten Budapest ellen, a Gyökér és vadvirág és A megközelíthetetlen című tv-filmekben nyújtott alakításáért - Faludy László – az Alapképlet című tv-filmben nyújtott legjobb alakításáért - Gelley Kornél (posztumusz) – a Kastély csillagfényben és a Panoptikum című tv-filmekben nyújtott alakításáért | - Méhes László – a legígéretesebb ifjú színésztehetség - Schulze Éva – a Béketárgyalás avagy: az évszázad csütörtökig tart..., a Románc és a Heten Budapest ellen című tv-filmek dramaturgi munkájáért - Molnár György – az Alapképlet című tv-film rendezéséért - Bíró Miklós – a Margarétás dal című tv-film operatőri munkájáért - Wieber Marianna – a Margarétás dal című tv-film jelmeztervezői munkájáért - Hertzka Vera – a Hét akasztott és a Gaudiopolis című tv-filmek vágói munkájáért - Hunyadkürthi György – a Panoptikum című tv-filmben nyújtott alakításáért - Kubik Anna – a Heten Budapest ellen, a Gyökér és vadvirág és A megközelíthetetlen című tv-filmekben nyújtott alakításáért - Faludy László – az Alapképlet című tv-filmben nyújtott legjobb alakításáért - Gelley Kornél (posztumusz) – a Kastély csillagfényben és a Panoptikum című tv-filmekben nyújtott alakításáért | [ 43 ]        |

### 1990
| Év   | Kategória                          | Kategória                          | Tévéfilm | Rendező | Író, dramaturg | Forrás |
| ---- | ---------------------------------- | ---------------------------------- | --- | --- | --- | ------ |
| 1990 | Fődíj                              | dráma                              | Anyegin | Szikora János | író: Puskin, forgatókönyvíró: Szikora János, dramaturg: Lehet Judit | [ 45 ] |
| 1990 | Közönségdíj                        | dráma                              | Margarétás dal | Mihályfy Sándor | Író: Tersánszky Józsi Jenő, forgatókönyvíró: Marosi Gyula | [ 45 ] |
| 1990 | Közönségdíj                        | zenés                              | Én és a kisöcsém (Zenés TV Színház) | Maár Gyula | forgatókönyvíró: Kardos G. György, zene: Eisemann Mihály | [ 45 ] |
| 1990 | Veszprém város díja                | Veszprém város díja                | Fagylalt tölcsér nélkül | Felvidéki Judit | forgatókönyvíró: Keller Zsuzsa, dramaturg: Schulze Éva | [ 45 ] |
| 1990 | A Budapesti Tavaszi Fesztivál díja | A Budapesti Tavaszi Fesztivál díja | 1968 – dokumentumok kis játékkal | Balogh Zsolt | | [ 45 ] |
| 1990 | Különdíjas                         | Különdíjas                         | - Kútvölgyi Erzsébet – Fagylalt tölcsér nélkül című tévéfilmben nyújtott alakításáért - Andorai Péter – Nem érsz a halálodig című tévéfilmben nyújtott alakításáért - Rátonyi Róbert – Kéz kezet mos c. tévéjátékban nyújtott alakításáért - Karácsony Tamás – A kihallgatás c. tévéjátékban nyújtott alakításáért - Tóth Béla – A kihallgatás c. tévéjátékban nyújtott alakításáért - Császár István – a Nem érsz a halálodig című tévéfilm írásáért - Hajdufy Miklós – a Kéz kezet mos című tévéjáték rendezéséért - Illés János – Fagylalt tölcsér nélkül című tévéfilmben nyújtott operatőri munkájért - Palotai Éva – az 1968 – dokumentumok kis játékkal című dokumentumfilm vágói munkájáért - Hegedűs László – a Nem érsz a halálodig című tévéfilm hangmérnöki munkájáért - Györgyi Anna – a Sivatagi nemzedék c. tévéfilmben nyújtott szerepéért legigéretesebb ifjú tehetség számára - Benedek Balázs és Seszták Szabolcs – a legjobb gyerekszereplők az Ahova te mégy ill. a Fagylalt tölcsér nélkül című tévéfilmekben nyújtott alakításaikban - Szikora János – az Anyegin című tévéfilm zenedramaturgiai munkájáért | - Kútvölgyi Erzsébet – Fagylalt tölcsér nélkül című tévéfilmben nyújtott alakításáért - Andorai Péter – Nem érsz a halálodig című tévéfilmben nyújtott alakításáért - Rátonyi Róbert – Kéz kezet mos c. tévéjátékban nyújtott alakításáért - Karácsony Tamás – A kihallgatás c. tévéjátékban nyújtott alakításáért - Tóth Béla – A kihallgatás c. tévéjátékban nyújtott alakításáért - Császár István – a Nem érsz a halálodig című tévéfilm írásáért - Hajdufy Miklós – a Kéz kezet mos című tévéjáték rendezéséért - Illés János – Fagylalt tölcsér nélkül című tévéfilmben nyújtott operatőri munkájért - Palotai Éva – az 1968 – dokumentumok kis játékkal című dokumentumfilm vágói munkájáért - Hegedűs László – a Nem érsz a halálodig című tévéfilm hangmérnöki munkájáért - Györgyi Anna – a Sivatagi nemzedék c. tévéfilmben nyújtott szerepéért legigéretesebb ifjú tehetség számára - Benedek Balázs és Seszták Szabolcs – a legjobb gyerekszereplők az Ahova te mégy ill. a Fagylalt tölcsér nélkül című tévéfilmekben nyújtott alakításaikban - Szikora János – az Anyegin című tévéfilm zenedramaturgiai munkájáért | - Kútvölgyi Erzsébet – Fagylalt tölcsér nélkül című tévéfilmben nyújtott alakításáért - Andorai Péter – Nem érsz a halálodig című tévéfilmben nyújtott alakításáért - Rátonyi Róbert – Kéz kezet mos c. tévéjátékban nyújtott alakításáért - Karácsony Tamás – A kihallgatás c. tévéjátékban nyújtott alakításáért - Tóth Béla – A kihallgatás c. tévéjátékban nyújtott alakításáért - Császár István – a Nem érsz a halálodig című tévéfilm írásáért - Hajdufy Miklós – a Kéz kezet mos című tévéjáték rendezéséért - Illés János – Fagylalt tölcsér nélkül című tévéfilmben nyújtott operatőri munkájért - Palotai Éva – az 1968 – dokumentumok kis játékkal című dokumentumfilm vágói munkájáért - Hegedűs László – a Nem érsz a halálodig című tévéfilm hangmérnöki munkájáért - Györgyi Anna – a Sivatagi nemzedék c. tévéfilmben nyújtott szerepéért legigéretesebb ifjú tehetség számára - Benedek Balázs és Seszták Szabolcs – a legjobb gyerekszereplők az Ahova te mégy ill. a Fagylalt tölcsér nélkül című tévéfilmekben nyújtott alakításaikban - Szikora János – az Anyegin című tévéfilm zenedramaturgiai munkájáért | [ 45 ] |